# إبشاق الغزال (قرية)
قرية أبشاق الغزال هي إحدى القرى التابعة لمركز بني مزار بمحافظة المنيا في جمهورية مصر العربية. حسب إحصاءات سنة 2006، بلغ إجمالي السكان في أبشاق الغزال 15753 نسمة، منهم 7913 رجلا و7840 امرأة.